# Vấn đề liên quan đến anime
Anime là thuật ngữ tiếng Nhật mô tả các loại hoạt hình vẽ tay và máy tính có nguồn gốc từ Nhật Bản hoặc có sự gắn kết mật thiết với Nhật Bản. Bên ngoài Nhật Bản, thuật ngữ này thường được sử dụng nhằm ám chỉ tính đặc trưng và riêng biệt của hoạt hình Nhật Bản hoặc như một phong cách hoạt hình phổ biến tại Nhật Bản. Hiện nay, anime đã phổ biến nhiều nơi trên thế giới, nhưng kéo theo đó là nhiều vấn đề liên quan.

## Làm việc quá sức lao động
Hiện tượng làm đến chết karōshi  (Nhật: 過労死 (quá lao tử)) xuất hiện trong công nghiệp anime như trường hợp một trợ lý sản xuất tại A-1 Pictures tự sát năm 2010 và họa sĩ diễn hoạt Mizuno Kazunori chết khi tham gia chế tác Ballroom e yōkoso năm 2017. Trợ lý sản xuất tại A-1 Pictures tự sát năm 2010 do làm 600 giờ một tháng, phải làm thêm giờ và không được trả lương, ba ngày nghỉ trong 10 tháng. Trong tựa sách phát hành năm 2018 về Studio Ghibli, nhà sản xuất phim Suzuki Toshio tiết lộ sự kỳ vọng cao của đạo diễn Takahata Isao đã "phá hủy nhiều người", gián tiếp gây ra cái chết của nhà thiết kế nhân vật và đạo diễn diễn hoạt Kondō Yoshifumi; Miyazaki Hayao thừa nhận là người duy nhất sống sót khi làm việc với Takahata Isao. Hiện tượng làm đến chết karōshi  (Nhật: 過労死 (quá lao tử)) bởi số lượng anime ra mắt mỗi mùa ngày càng tăng và họa sĩ diễn hoạt phải làm việc nhiều hơn nhằm bù đắp thiếu hụt nhân viên, mức lương bình quân thấp khiến họa sĩ diễn hoạt buộc phải đảm nhận nhiều dự án. Năm 2009, đạo diễn Oshii Mamoru thừa nhận buộc phải sử dụng máy tính để hoạt họa The Sky Crawlers vì 'không có đủ họa sĩ diễn hoạt ngoài kia để chúng tôi làm mọi thứ bằng tay. Họ không còn ở đây nữa'.
Năm 2012, ba nhân viên đã kiện Studio Easter lên toà án Tokyo vì không thanh toán tiền làm thêm giờ 27 triệu JP¥ (340.000 US$), công ty trước đó nói với họ rằng 'trong công nghiệp anime chúng tôi không trả tiền làm thêm giờ'. Năm 2016, một họa sĩ diễn hoạt làm ba tháng tại Xebec nhận 131.000 JP¥ (1.103 US$) một tháng, giờ làm việc thực tế là 'làm nhiều nhất có thể trong 24 giờ' và được yêu cầu lập một sổ chấm công viết bằng tay vào cuối mỗi tháng. Mức lương thấp cũng xuất hiện tại các công ty khác: Arms Corporation yêu cầu trợ lý sản xuất làm 8,5 giờ mỗi ngày, sáu ngày mỗi tuần và khả năng làm thêm giờ với 145.000 JP¥ (1.150 US$) một tháng; Diomedéa yêu cầu trợ lý sản xuất làm toàn thời gian với 1,8 triệu JP¥ (14.500 US$) một năm. Tháng 4 năm 2019, một trợ lý sản xuất tại Madhouse được đưa đến bệnh viện vì làm việc quá sức; cường độ hơn 200 giờ làm thêm mỗi tháng cả ngày lẫn đêm, làm thêm giờ không lương, thậm chí làm vào cuối tuần và các ngày nghỉ lễ ở Nhật Bản. Trợ lý sản xuất tại Madhouse làm tới 393 giờ một tháng, được chẩn đoán rối loạn thần kinh chức năng, nhận 3 triệu JP¥ (26.800 US$) từ làm thêm giờ không lương, Madhouse chỉ trả tiền khi đạt khung cố định 50 giờ làm thêm và không trả bất kỳ khoản tiền nào quá 50 giờ làm thêm. Theo trợ lý sản xuất tại Madhouse, các trợ lý sản xuất anime truyền hình tại các công ty khác bắt buộc phải làm thêm từ 100 - 200 giờ một tháng trở lên, các công ty thầu phụ thậm chí không có máy chấm công cho nhân viên. Họa sĩ diễn hoạt Ogawa Mizue nói trên twitter rằng thói quen lạm dụng của Madhouse vẫn tiếp diễn khi nhận được tin nhắn trả lời của một trợ lý sản xuất tại Madhouse tiết lộ làm việc đến đêm.
Nishii Terumi nói rằng anime có ngân sách thấp đến ngạc nhiên nhưng chất lượng hoạt họa cao vì lương thấp và làm việc nhiều giờ, ngay cả bất khả thi thì ngân sách vẫn không tăng; đồng thời tiết lộ 'công nghiệp anime đang rơi vào tình huống thậm chí không còn ai có thể tạo ra các kịch bản phân cảnh chính xác và các xưởng phim lớn không còn có thể tìm thấy những nhà cung ứng bên ngoài thực hiện được dự án'. Đại diện Production I.G Ueda Yoko tiết lộ rằng 'sự suy giảm số lượng họa sĩ diễn hoạt được nhìn thấy ở khắp mọi nơi, lịch trình ngày càng kín đặc hơn và mọi người đều làm việc quá sức', đại diện TV Asahi Kishimoto Takahiro tiết lộ 'sự thiếu hụt lực lượng lao động từ đạo diễn diễn hoạt đến trợ lý sản xuất, không chỉ vì số lượng phim cao kỷ lục trong những năm gần đây mà còn bởi vì ngày càng ít tài năng mới và trẻ tuổi trong ngành'. Theo khảo sát của Sakuga Blog từ 25 trợ lý sản xuất anime vào tháng 5 năm 2019: 96% phải làm thêm giờ (72% 'luôn luôn', 20% không làm thêm vào cuối tuần và các ngày nghỉ lễ ở Nhật Bản), 76% làm thêm không lương (32% luôn luôn, 44% thỉnh thoảng), 76% bị bạo hành thể chất hoặc bạo hành tâm lý từ cấp trên (20% luôn luôn xảy ra, 56% thỉnh thoảng xảy ra), khoảng 50% nhận tiền thưởng và tăng lương, 92% thuộc nhân viên chính thức/hợp đồng trái ngược với phần lớn họa sĩ diễn hoạt không được ký kết thành nhân viên. Một trợ lý sản xuất trong khảo sát nói rằng "một số trường hợp đẩy hàng tấn công việc dành cho người mới dẫn đến hội chứng cháy sạch, sau đó bất ngờ sa thải người mới không một lý do".
Hiệp hội Tác giả hoạt hình Nhật Bản cho rằng các công ty sản xuất nên đàm phán ngân sách phim với các nhà tài trợ Nhật Bản hoặc tìm kiếm những nhà tài trợ nước ngoài để họa sĩ diễn hoạt trẻ có mức lương tốt, chính phủ Nhật Bản cần hỗ trợ anime, các xưởng phim nên đặt trụ sở bên ngoài Tokyo (Kyōto Animation tại Kyōto, P.A.Works tại Toyama). Bộ Kinh tế, Thương mại và Công nghiệp (METI) đề xuất một dự luật trên website Bộ Nội vụ và Truyền thông ngày 27 tháng 4 năm 2019 nhằm lấy ý kiến của công chúng tại Nhật Bản về cải thiện điều kiện làm việc trong công nghiệp anime với các ý chính: 'ủy ban sản xuất' chịu trách nhiệm tổ chức tiến độ, hình phạt khi không tuân thủ hợp đồng, cung cấp các bản hợp đồng tốt nhất với các trường hợp khác nhau; chính khách Yamada Tarō nói rằng 'công nghiệp anime chỉ có khoảng 5.000 người và không đủ sức tự mình nắm giữ quyền lực chính trị. Nhưng ở đây thậm chí có nhiều người yêu thích anime. Những tiếng nói đồng ý hay không đồng ý đơn độc sẽ không thay đổi chính trị. Với những số liệu đứng về phía chúng ta, chúng ta có thể thay đổi các hướng dẫn và luật pháp'.

## Những khác biệt văn hóa và kiểm duyệt
Song hành với sự phổ biến văn hóa đại chúng của anime bên ngoài Nhật Bản, cũng phát sinh những phản đối loại hoạt hình này. Các tranh cãi và kiểm duyệt nổ ra phần lớn là do các khác biệt giữa quan niệm của Nhật Bản và phương Tây. Một hiểu lầm văn hóa rất căn bản do một số quốc gia phương Tây chỉ muốn hoạt hình luôn hướng đến trẻ em, do đó nhiều anime ban đầu có ý hướng đến người trưởng thành hoặc thanh niên đã bị buộc phải chuyển thể dành cho nhóm tuổi trẻ em. Tại Nhật Bản, anime từ lâu đã được coi như điện ảnh, một hình thức biểu đạt nghệ thuật có thể truyền tải nội dung thuộc tất cả thể loại và kiểu phân loại hướng đến các nhóm khán thính giả mục tiêu khác nhau.

### Ý
Giữa thập niên 1980 tại Ý, hoạt hình Nhật Bản đã trải qua một hệ thống kiểm duyệt trên các kênh truyền hình quốc gia (RAI và đặc biệt Fininvest/Mediaset) thông qua các chuyển thể phi lý và ngoại lai, chuyển ngữ hời hợt so với kịch bản phim gốc; đôi khi cắt ghép không hoàn chỉnh và thay đổi tùy ý. Các lựa chọn biên tập của MTV Ý góp phần đánh dấu một bước ngoặt: chương trình phát thanh truyền hình anime Nhật Bản chiếu vào những khung giờ thích hợp và giống hệt với nội dung đĩa phim phát hành dành cho thị trường băng đĩa tại gia của các công ty Ý; hầu hết các trường hợp phát sóng hoàn toàn không bị kiểm duyệt (như trường hợp của Ranma ½) nhưng với một số sản phẩm đặc biệt (như Golden Boy hay OVA Rurouni Kenshin) được chiếu vào hai khung giờ: kiểm duyệt các cảnh bạo lực không phù hợp với nhóm tuổi được bảo vệ và một phiên bản đầy đủ chiếu vào đêm khuya.

### Hoa Kỳ
Tại Hoa Kỳ từ thập niên 1960, nhiều loạt phim bị biên tập lại vì được cho rằng không phù hợp với trẻ em; do đó họ thay đổi nội dung giúp trẻ em dễ tiếp cận hơn, cũng như chú thích văn hóa Nhật Bản với người Mỹ. Biên tập anime trong phát sóng truyền hình Hoa Kỳ tiếp tục vào cuối thập niên 1970 đến đầu thập niên 1980. Các hãng phân phối sau đó phát hành các phiên bản băng đĩa tại gia không chỉnh sửa như 4Licensing Corporation (Yu-Gi-Oh! và Shaman King), Funimation (Dansu in za Vanpaia Bando). Nghiên cứu của Parents Television Council cho rằng phiên bản biên tập truyền hình của Shaman King không phù hợp với trẻ em. Nhiều người tức giận với cách biên tập One Piece của 4Licensing Corporation khi thấy phim rất trẻ con, mặc dù phim được phân loại shōnen; Funimation sau đó đã giành được độc quyền phát sóng và bán DVD của One Piece tại Hoa Kỳ vào tháng 4 năm 2007 với phiên bản không biên tập. Sự thay đổi nhân khẩu học khán thính giả mục tiêu tại Hoa Kỳ từ thập niên 1990 dẫn đến anime được phát hành băng đĩa bám sát nguyên tác.

### Châu Âu và các quốc gia lân cận
Tại châu Âu, một số loạt phim cũng bị biên tập tương tự như Hoa Kỳ với mục đích phù hợp công chúng hơn. Những tranh cãi đã xảy ra tại Tây Ban Nha và các quốc gia khác khi cho rằng mọi thứ liên quan đến hoạt hình đều là trẻ con; do đó đã có nhiều hiểu lầm trong phát sóng từ các mạng truyền hình. Năm 1994 tại Vương quốc Liên hiệp Anh và Bắc Ireland, BBC giới thiệu hoạt hình Nhật Bản trong chương trình 'Manga!' có thời lượng hơn một giờ, phát thanh viên nhấn mạnh bối cảnh văn hóa 'những người hâm mộ say mê nhiệt thành bị các nhà phê bình chỉ trích'. Năm 2019, tín hữu Giáo hội Chính Thống giáo Nga tại Bashkortostan cáo buộc những người dùng trên dịch vụ mạng xã hội VKontakte xúc phạm tôn giáo khi miêu tả hình ảnh các biểu tượng Chính Thống giáo theo phong cách anime; họa sĩ Dmitri Grozov cho rằng những bức vẽ có kỹ năng điêu luyện theo phong cách anime là tác phẩm nghệ thuật, những ảnh ghép anime không có giá trị nghệ thuật và không nên săn phù thủy bởi một trò đùa ngớ ngẩn. Năm 2013, Screen Anarchy tại Canada đưa ra thuyết âm mưu rằng Đại chiến Titan gợi nhắc chiến tranh thế giới thứ hai và tư tưởng Đế quốc Nhật Bản, ủng hộ sự hy sinh cá nhân vì nghĩa lớn sẽ thúc đẩy chiến tranh thế giới thứ ba.

### Trung Quốc
Đài truyền hình trung ương Trung Quốc (CCTV) phát sóng Soul's Window vào năm 2009 xuất hiện một số phân cảnh dường như được lấy từ 5 Centimet trên giây gây ra một cuộc tranh luận về sự khác biệt giữa đạo văn và cảm hứng sáng tạo của hoạt hình khu vực Đông Á, CCTV chiếu một chương trình vào tháng 12 năm 2012 chỉ trích chính phủ cánh hữu Nhật Bản [đảng Dân chủ Tự do] thông qua cốt truyện Thám tử lừng danh Conan: Bóng ma đường Baker với thuyết âm mưu về chủ nghĩa gia đình trị. Bộ Văn hóa và Du lịch Trung Quốc đã lập một danh sách cấm phân phối 38 anime tại Trung Quốc vào năm 2015, yêu cầu các dịch vụ stream anime trực tuyến phải xin phê duyệt truyền tải các nội dung nước ngoài; đồng thời trừng phạt một số công ty (Tencent, Youku, Baidu, iQiyi) vì stream các anime có trong danh sách cấm phân phối tại Trung Quốc, một bài xã luận trên Qianzhan chỉ trích hệ thống kiểm duyệt anime "phù hợp với mọi lứa tuổi" và bảo hộ hoạt hình nội địa Trung Quốc. Năm 2014, báo chí Trung Quốc cáo buộc Doraemon là âm mưu chính trị của chính phủ Nhật Bản nhưng bị người Trung Quốc phản đối;

### Các quốc gia khác
Shin – Cậu bé bút chì tại Ấn Độ bị cho rằng ảnh hưởng đến trẻ em, kênh Hungama TV giải thích trong phim cha mẹ luôn khiển trách bất cứ khi nào nhân vật có hành vi sai trái; Bộ Thông tin và Phát thanh truyền hình Ấn Độ cấm phát sóng phim năm 2008 vì các hình ảnh khỏa thân. Doraemon cũng bị một chính khách người Pakistan và một nhà hoạt động xã hội người Ấn Độ kêu gọi cấm tại quốc gia của họ vào năm 2016 vì cho rằng Doraemon phá hủy các quy tắc xã hội nhưng không được chấp thuận. Tại New Zealand, bộ phim Puni Puni Poemi đã bị cấm phát hành vào năm 2005 vì Văn phòng Phân loại Phim và Văn học (OFLC) cảm thấy "khuyến khích hoặc ủng hộ, có xu hướng khuyến khích hoặc ủng hộ lợi dụng trẻ em hoặc thanh thiếu niên cho mục đích tình dục, bạo lực cực đoan hoặc tàn ác cực độ", dù việc cấm vẫn gây nhiều tranh cãi từ người hâm mộ về tính giễu nhại phóng đại của phim. Một số định kiến chống lại anime vì thiếu sự tiếp xúc (có thể sự tiếp xúc duy nhất qua hentai hoặc các bản lồng tiếng tương đối khủng khiếp trên truyền hình), nhận định tiêu cực anime dành cho trẻ em (trong khi anime hướng đến nhiều khán thính giả mục tiêu), gắn kết tiêu cực người hâm mộ với otaku và weeaboo.

## Vấn nạn vi phạm bản quyền
"Đạo luật bản quyền" trừng phạt tới 10 năm tù hoặc 10 triệu JP¥ khi người dùng tại Nhật Bản đăng tải âm nhạc và video vi phạm bản quyền. Cảnh sát Nhật Bản bắt giữ 11 người vào tháng 11 năm 2009 vì nghi ngờ đăng tải trái phép anime và các nội dung khác bằng phần mềm Share; năm 2010, cảnh sát bắt giữ một nghi phạm 37 tuổi vào tháng 1 và một nghi phạm 43 tuổi vào tháng 6 vì đăng tải anime trái phép bằng phần mềm Perfect Dark. Tháng 4 năm 2011, cảnh sát tỉnh Hyōgo bắt giữ một nghi phạm 25 tuổi vì đăng tải trái phép 28.000 tập tin anime và manga bằng phần mềm Share, cảnh sát tỉnh Chiba bắt giữ một nghi phạm 41 tuổi vì đăng tải trái phép One Piece Film: Strong World bằng phần mềm Share. Tháng 6 năm 2011, cảnh sát tỉnh Kōchi bắt giữ một nghi phạm 27 tuổi vì đăng tải trái phép 6.500 tập tin anime và ảnh bằng phần mềm Share, một nghi phạm 51 tuổi bị cảnh sát tỉnh Yamagata bắt giữ vào tháng 5 năm 2011 vì đăng tải trái phép phim Bakuman - Giấc mơ họa sĩ truyện tranh bằng phần mềm Share.
Bộ Kinh tế, Thương mại và Công nghiệp (METI) khởi động "Manga-Anime Guardians Project" (MAGP) [Dự án Vệ binh Manga-Anime] và ra mắt website hợp pháp "Manga-Anime here" vào ngày 30 tháng 7 năm 2014, đồng thời tiến hành xóa 80 tác phẩm anime vi phạm bản quyền trong vòng 5 tháng. Công nghiệp nội dung Nhật Bản năm 2013 theo báo cáo của Cục Văn hóa thiệt hại 560 tỷ JP¥ (5,6 tỷ US$) tại các thành phố lớn của Trung Quốc (Bắc Kinh, Thượng Hải, Quảng Châu, Trùng Khánh); một báo cáo của METI năm 2014 ước tính vi phạm bản quyền trực tuyến khoảng 2 nghìn tỷ JP¥ (20 tỷ US$). Ngày 16 tháng 10 năm 2014, METI xúc tiến dự án thứ hai ngăn chặn vi phạm bản quyền với tên gọi "Join Us, Friends" [Tham gia với chúng tôi, các bạn], xóa khoảng 170.000 danh mục từ 184 website được nhắm mục tiêu, chiếm 67% tổng số bản sao lậu. Theo Thời báo Hoàn Cầu, cảnh sát Nhật Bản khởi xướng một chiến dịch chống lại "cướp biển" Trung Quốc mỗi năm một lần kể từ năm 2015.
Năm 2016, METI thuê một chuyên gia xử lý các video bản quyền chưa được cấp phép trên các dịch vụ stream và tải xuống, đánh giá thiệt hại với bên giữ bản quyền. Ngày 13 tháng 4 năm 2018, chính phủ Nhật Bản ngăn chặn truy cập vào ba website lưu trữ trực tuyến vi phạm bản quyền (Mangamura, AniTube!, MioMio) có 938 triệu lượt truy cập với ước tính gây thiệt hại 400 tỷ JP¥ (3,7 tỷ US$) cho công nghiệp anime và manga. Tháng 10 năm 2017, cảnh sát Nhật Bản bắt giữ 9 nghi phạm điều hành website tổng hợp siêu liên kết 'Haruka Yumeno Ato', mặc dù tổng hợp siêu liên kết không vi phạm theo "Đạo luật bản quyền" hiện tại nhưng nhóm quản lý bị bắt vì tham gia xây dựng các website lưu trữ lậu được 'Haruka Yumeno Ato' liên kết đến, ước tính thiệt hại 73,1 tỷ JP¥ (640 triệu US$).
Cục Văn hóa dự định đệ trình bổ sung trong "Đạo luật bản quyền" vào phiên họp Quốc hội Nhật Bản năm 2019: cấm các website tổng hợp siêu liên kết đến tác phẩm vi phạm bản quyền với mức án từ ba đến năm năm tù. Do "Đạo luật bản quyền" sửa đổi năm 2010 trừng phạt tới hai năm tù hoặc 2 triệu JP¥ (25.700 US$) khi người dùng tại Nhật Bản tải xuống âm nhạc và video vi phạm bản quyền, Cục Văn hóa đề xuất cấm toàn diện hành vi tải xuống vi phạm bản quyền manga, tiểu thuyết, tạp chí, tiểu luận, ảnh (tải xuống hình ảnh anime, hình minh họa, hình chụp màn hình được đăng bất hợp pháp trên blog cá nhân và tài khoản Twitter). Hiệp hội Truyện tranh Nhật Bản tuyên bố rằng cần cân nhắc đúng đắn để đảm bảo rằng việc mở rộng [Đạo luật bản quyền] không cản trở các quyền dân sự như nghiên cứu và tự do ngôn luận, thủ tướng Nhật Bản Abe Shinzō loại bỏ đề xuất cấm toàn diện và thảo luận thêm về dự luật sửa đổi tại phiên họp Quốc hội Nhật Bản của Bộ Giáo dục, Văn hóa, Thể thao, Khoa học và Công nghệ. Ngày 15 tháng 4 năm 2019, cảnh sát tỉnh Ōsaka bắt giữ một nghi phạm người Hàn Quốc vì đăng tải trái phép khoảng 30 anime và phim truyền hình Nhật Bản, ước tính thiệt hại hơn 1 tỷ JP¥.